# Tidens Kvinder (1994-2014)
 For alternative betydninger, se Tidens Kvinder. (Se også artikler, som begynder med Tidens Kvinder)
Tidens Kvinder var et dansk erotisk magasin og dameblad for kvinder, udgivet af Aller Press. Fra 1994 til 2014 har Tidens Kvinder beskæftiget sig med seksuel praksis, underholdning og livsstil for et bredt publikum, hovedsageligt kvinder i aldersgruppen ca. 25 år og opefter. I modsætning til de fleste pornoblade, der sætter den visuelle underholdning i fokus, var det magasinets hensigt også at have en oplysende tilgang til sit stof med dybdegående reportager, anmeldelser og analyser af tendenser i alle aspekter af kvinders behov og udfoldelse i det seksuelle univers såvel i singlelivet som i faste parforhold. 
Tidens Kvinder, der i 2008 etablerede sin egen webshop med salg af bl.a. sexlegetøj, udkom hver anden måned i et oplag på ca. 24500 eksemplarer (Dansk Oplagskontrol, 1. halvår 2007). I 2014 lukkede magasinet.
Magasinet må ikke forveksles med ugebladet Tidens Kvinder udgivet 1923-69.